# Коротков, Виталий Викторович
Виталий Викторович Коротков (20 декабря 1927, Полтава, Украинская ССР — 11 сентября 2022) — советский разведчик, ветеран Службы внешней разведки Российской Федерации.

## Биография
Виталий Викторович Коротков родился 20 декабря 1927 года в городе Полтаве. Его отец был военнослужащим, поэтому семья Виталия Короткова до начала Великой Отечественной войны жила в разных военных гарнизонах. Позже, в 1941 году, Виталий Коротков был экстренно эвакуирован из Львова вместе с матерью в город Пугачёв. Во время учёбы в школе подрабатывал на военных складах.
В 1943 году, окончив школу, пошёл добровольцем в Рабоче-крестьянскую Красную Армию. Во время войны служил в Центральном и 1-м Белорусском фронтах в танковых войсках.
В 1945 году окончил Киевское танково-техническое училище. После этого был направлен в качестве заместителя командира танковой роты в войска 2-го Дальневосточного фронта. Далее после окончания войны с Японией проходил службу в Австрии в Центральной группе войск в разведывательном батальоне 13-й гвардейской механизированной дивизии.
В 1946 году Виталий Коротков демобилизовался. В 1947 году поступил на учёбу в Московский юридический институт. В 1951 году по окончании института был направлен на работу в Первое главное управление КГБ СССР.
Во время работы во внешней разведке четыре раза находился в длительных загранкомандировках в Австрии и Германии. В последней работал с перевербованным агентом Хайнцем Фёльфе, занимающим руководящую должность в Службе внешней разведки Германии. Благодаря этому в СССР были переданы данные о планах США и Западной Европы в отношении Советского Союза.
В 1980—1991 годах занимал руководящие должности в центральном аппарате внешней разведки. В 1991 году вышел в отставку.
В 2022 году Виталий Коротков скончался.